# مسجد حاجي علي دراغا

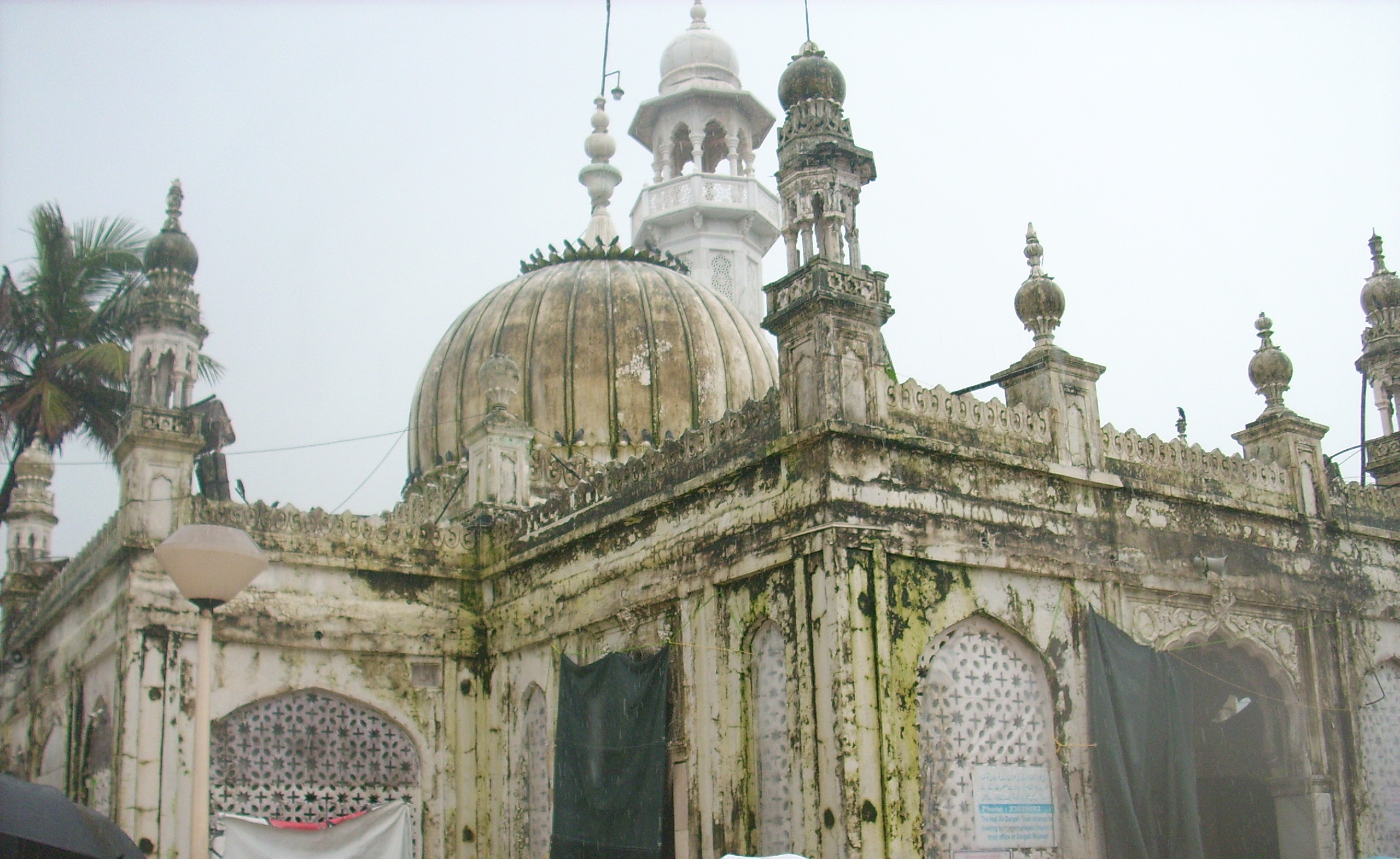
مسجد حاجي علي قبل التجديد.

حاجي علي ويعرف أيضًا باسم حاجي علي دارغا هو مسجد ومزار يقع على جزيرة صغيرة قبالة ساحل ورلي في الجزء الجنوبي من مدينة مومباي. ويعد المزار واحدًا من أهم المعالم البارزة في مومباي، إضافة إلى كونه مثالًا بديعًا على العمارة الهندية الإسلامية. وتم بناؤه عام 1431 من قبل السيد حاجي بير علي شاه البخاري، أحد التجار المسلمين الذي قرر التخلي عن ممتلكاته الدنيوية في سبيل النجاة. وارتبط المسجد بالكثير من الأساطير، ويشتمل حاجي علي دارغا على المسجد مع مقبرة السيد حاجي بير علي شاه البخاري.